# Geophilomorpha
I Geofilomorfi (Geophilomorpha ) sono un ordine di miriapodi della classe dei Chilopodi.

## Biologia
I geofilomorfi sono predatori specializzati a vivere negli interstizi del terreno e rappresentano un'importante componente degli ecosistemi del suolo.

## Distribuzione e habitat
L'ordine ha una distribuzione cosmopolita essendo diffuso in tutti i continenti eccetto l'Antartide.
 
Il bacino del Mediterraneo è uno dei principali hotspot di biodiversità di questi miariapodi.
Sono organismi fossori che vivono nell'humus, sotto le pietre, nelle fenditure delle rocce; alcune specie sono particolarmente adattate ai suoli della zona litorale.

## Tassonomia
L'ordine comprende le seguenti famiglie:
- Sottordine Adesmata
  - Aphilodontidae
  - Ballophilidae
  - Dignathodontidae
  - Geophilidae
  - Himantariidae
  - Linotaeniidae
  - Oryidae
  - Schendylidae

- Sottordine Placodesmata
  - Mecistocephalidae

### Alcune specie

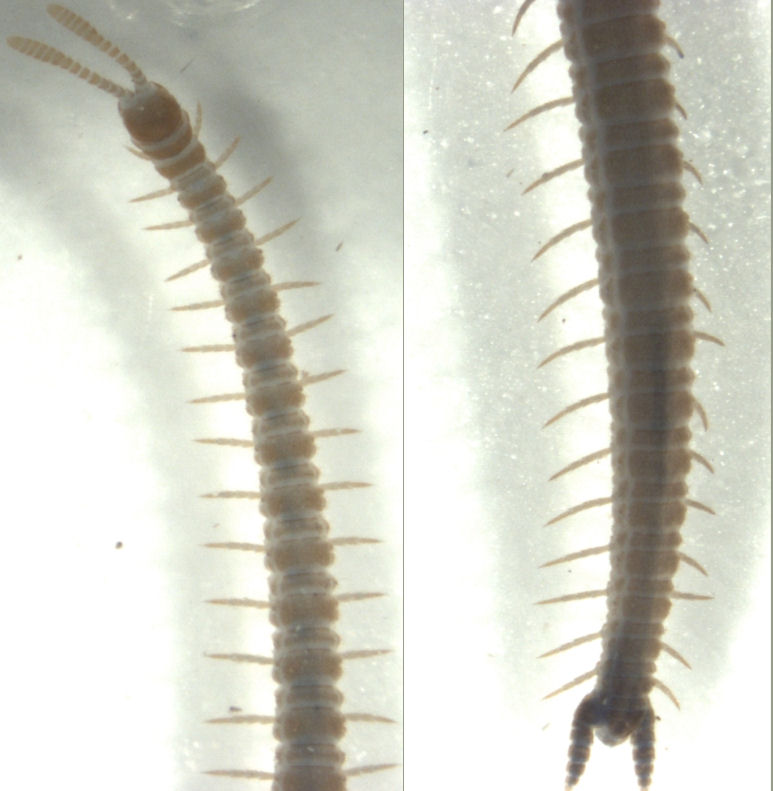
Ballophilus hounselli (Ballophilidae)
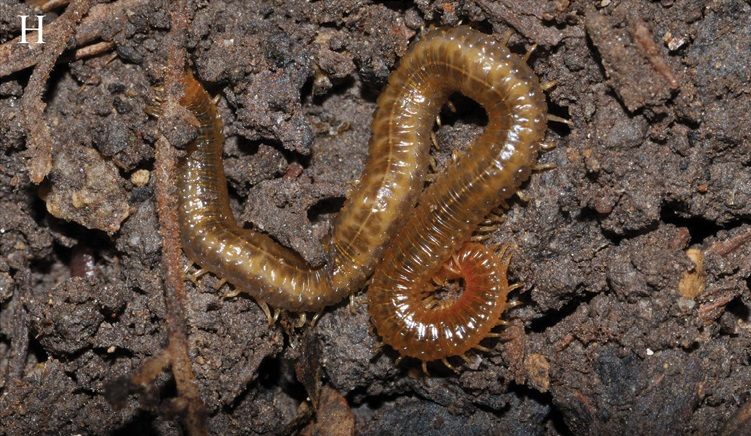
Henia vesuviana (Dignathodontidae)
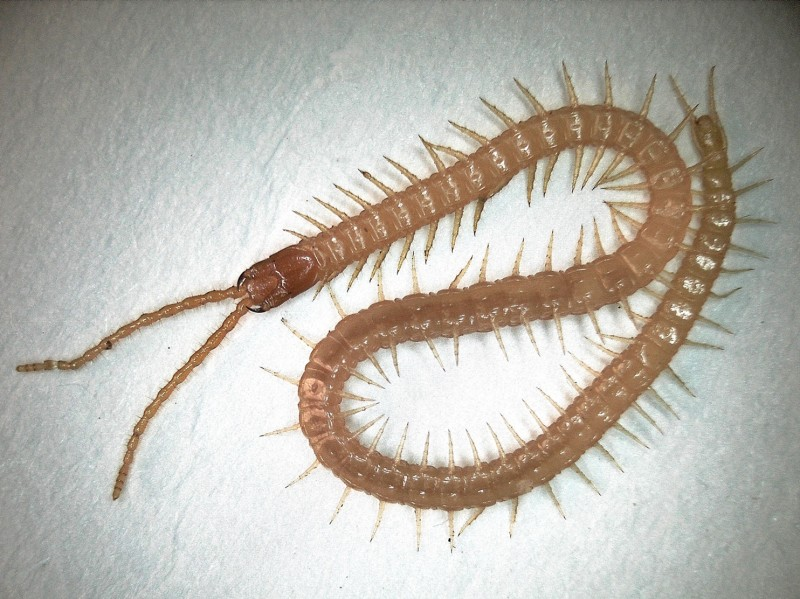
Geophilus flavus (Geophilidae)
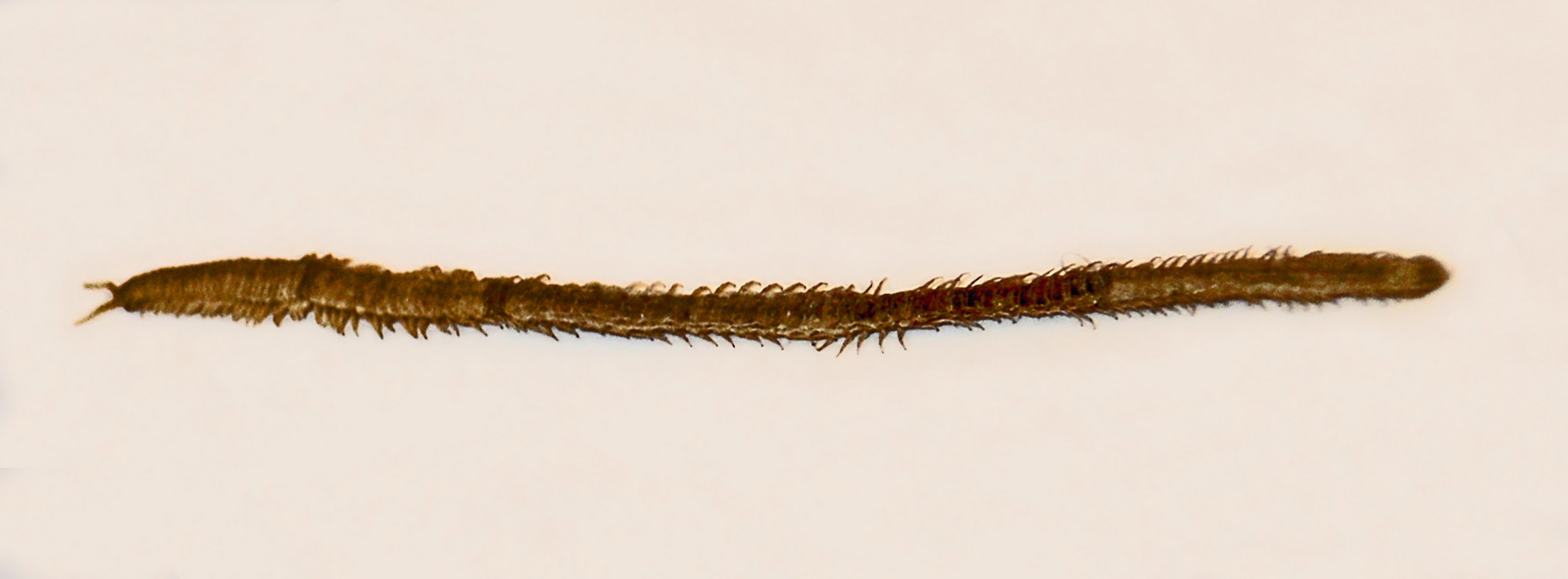
Himantarium gabrielis (Himantariidae)
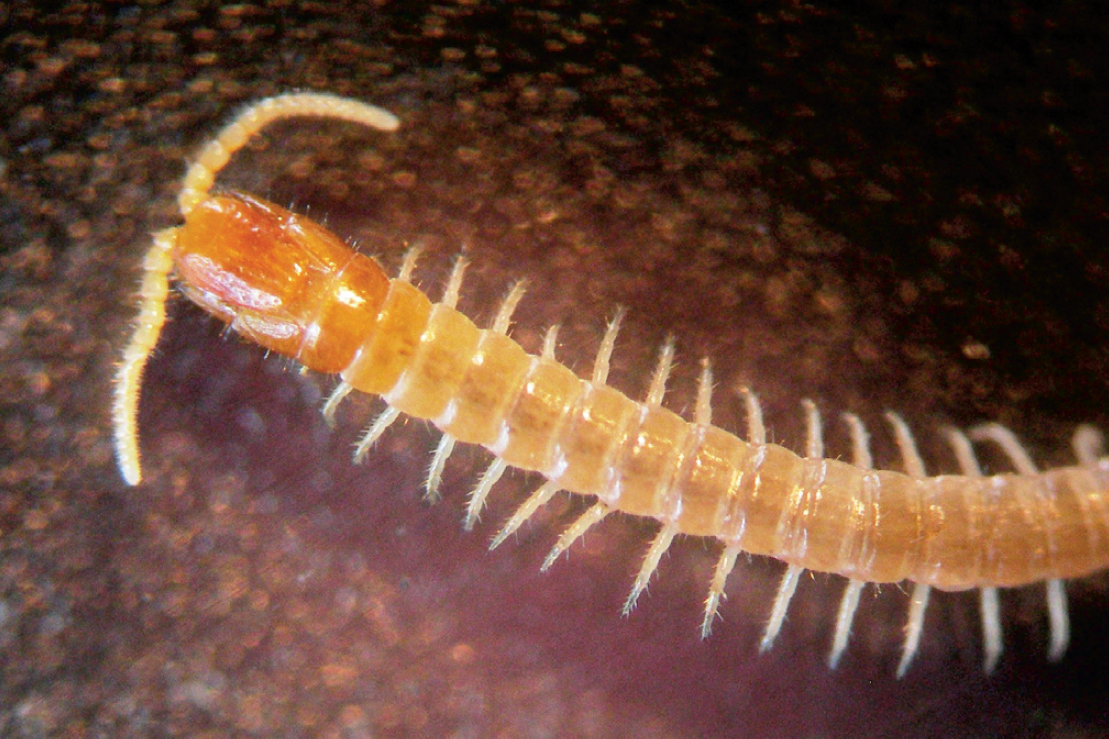
Tygarrup javanicus (Mecistocephalidae)